# Olympische Sommerspiele 2020/Teilnehmer (Bosnien und Herzegowina)
| Gelbes Symbol für Goldmedaillen mit stilisierten Olympischen Ringen | Graues Symbol für Silbermedaillen mit stilisierten Olympischen Ringen | Braundes Symbol für Bronzemedaillen mit stilisierten Olympischen Ringen |
| ------------------------------------------------------------------- | --------------------------------------------------------------------- | ----------------------------------------------------------------------- |
| —                                                                   | —                                                                     | —                                                                       |

Bosnien und Herzegowina nahm an den Olympischen Spielen 2020 in Tokio teil. Es war die insgesamt achte Teilnahme an Olympischen Sommerspielen.

## Teilnehmer nach Sportarten

### Judo
| Athleten     | Wettbewerb | 1. Runde   | 1. Runde | 2. Runde | 2. Runde | Achtelfinale  | Achtelfinale | Viertelfinale | Viertelfinale | Halbfinale / Trostrunde | Halbfinale / Trostrunde | Finale / Platz 3 | Finale / Platz 3 | Rang |
| Athleten     | Wettbewerb | Gegner     | Ergebnis | Gegner   | Ergebnis | Gegner        | Ergebnis     | Gegner        | Ergebnis      | Gegner                  | Ergebnis                | Gegner           | Ergebnis         | Rang |
| ------------ | ---------- | ---------- | -------- | -------- | -------- | ------------- | ------------ | ------------- | ------------- | ----------------------- | ----------------------- | ---------------- | ---------------- | ---- |
| Frauen       |            |            |          |          |          |               |              |               |               |                         |                         |                  |                  |      |
| Larisa Cerić | über 78 kg | I. Marenco | 10:0     | —        | —        | İ. Kindzerska | 0s2:10       | ausgeschieden | ausgeschieden | ausgeschieden           | ausgeschieden           | ausgeschieden    | ausgeschieden    | 9    |

### Leichtathletik
Laufen und Gehen 
| Athleten  | Wettbewerb | Runde 1     | Runde 1 | Halbfinale  | Halbfinale | Finale      | Finale | Rang |
| Athleten  | Wettbewerb | Zeit        | Rang    | Zeit        | Rang       | Zeit        | Rang   | Rang |
| --------- | ---------- | ----------- | ------- | ----------- | ---------- | ----------- | ------ | ---- |
| Männer    |            |             |         |             |            |             |        |      |
| Amel Tuka | 800 m      | 1:45,48 min | 2       | 1:44,53 min | 2          | 1:45,98 min | 6      | 6    |

 Springen und Werfen 
| Athleten    | Wettbewerb  | Qualifikation | Qualifikation | Finale     | Finale | Rang |
| Athleten    | Wettbewerb  | Weite/Höhe    | Rang          | Weite/Höhe | Rang   | Rang |
| ----------- | ----------- | ------------- | ------------- | ---------- | ------ | ---- |
| Männer      |             |               |               |            |        |      |
| Mesud Pezer | Kugelstoßen | 21,33 m       | 3             | 20,08 m    | 11     | 11   |

### Schießen
| Athleten          | Wettbewerb      | Qualifikation   | Qualifikation | Finale          | Finale | Ringe/ Scheiben | Rang |
| Athleten          | Wettbewerb      | Ringe/ Scheiben | Rang          | Ringe/ Scheiben | Rang   | Ringe/ Scheiben | Rang |
| ----------------- | --------------- | --------------- | ------------- | --------------- | ------ | --------------- | ---- |
| Frauen            |                 |                 |               |                 |        |                 |      |
| Tatjana Đekanović | 10 m Luftgewehr | 613,2           | 47            | —               | —      | 613,2           | 47   |

### Schwimmen
| Athleten       | Wettbewerb          | Vorlauf | Vorlauf | Halbfinale    | Halbfinale    | Finale        | Finale        | Rang |
| Athleten       | Wettbewerb          | Zeit    | Rang    | Zeit          | Rang          | Zeit          | Rang          | Rang |
| -------------- | ------------------- | ------- | ------- | ------------- | ------------- | ------------- | ------------- | ---- |
| Frauen         |                     |         |         |               |               |               |               |      |
| Lana Pudar     | 100 m Schmetterling | 58,32 s | 19      | ausgeschieden | ausgeschieden | ausgeschieden | ausgeschieden | 19   |
| Männer         |                     |         |         |               |               |               |               |      |
| Emir Muratović | 50 m Freistil       | 22,91 s | 42      | ausgeschieden | ausgeschieden | ausgeschieden | ausgeschieden | 42   |
| Emir Muratović | 100 m Freistil      | 50,43 s | 45      | ausgeschieden | ausgeschieden | ausgeschieden | ausgeschieden | 45   |

### Taekwondo
| Athleten     | Wettbewerb       | Achtelfinale   | Achtelfinale | Viertelfinale    | Viertelfinale | Hoffnungsrunde Halbfinale | Hoffnungsrunde Halbfinale | Halbfinale        | Halbfinale | Hoffnungsrunde Finale | Hoffnungsrunde Finale | Finale        | Finale        | Rang |
| Athleten     | Wettbewerb       | Gegner         | Ergebnis     | Gegner           | Ergebnis      | Gegner                    | Ergebnis                  | Gegner            | Ergebnis   | Gegner                | Ergebnis              | Gegner        | Ergebnis      | Rang |
| ------------ | ---------------- | -------------- | ------------ | ---------------- | ------------- | ------------------------- | ------------------------- | ----------------- | ---------- | --------------------- | --------------------- | ------------- | ------------- | ---- |
| Männer       |                  |                |              |                  |               |                           |                           |                   |            |                       |                       |               |               |      |
| Nedžad Husić | Klasse bis 68 kg | Ricardo Suzuki | 22:2         | Abdelrahman Wael | 8:7           | —                         | —                         | Ulugʻbek Rashitov | 5:28       | Hakan Reçber          | 13:22                 | ausgeschieden | ausgeschieden | 5    |